# سلمان شينة
سلمان صيون شينة أو سلمان شينا (بالعبرية: סלמן שינה) كان محاميا وصحفيا عراقيا يهوديا صهيوني التوجه، ويعد المؤسس لأسبوعية «المصباح» اليهودية في العراق. ولد سنة 1898  وتوفي سنة 1978.
شغل منصب عضو في مجلس النواب العراقي عن لواء بغداد في دورتيه الحادية عشر والثانية عشر بين عامي 1947-1951.
سافر سنة 1951 إلى إسطنبول في تركيا واستقال من مجلس النواب وهاجر إلى إسرائيل التي بقي فيها إلى أن توفي في 6 آب 1978.

## سيرته
ولد سلمان شينا في بغداد عام 1898. عندما كان طفلاً، تلقى تعليمًا تقليديًا في تلمود توراه ثم درس في مدرسة في بغداد تتبع الاتحاد الإسرائيلي العالمي، سميت باسم ألبرت ساسون، حيث تفوق في اللغات. خلال الحرب العالمية الأولى تم تجنيده في القوات المسلحة العثمانية وعمل مترجما لجنرال ألماني في المقر العثماني. بعد استسلام العثمانيين في الحرب، أسره الجيش البريطاني وقضى حوالي عام في الأسر في الهند.
كان مخلصا للإمبراطورية العثمانية وظل مخلصًا لها حتى استسلامها وكان يذكرها بتعاطف حتى بعد ذلك.
في عام 1919 عاد إلى العراق وعمل محاسبا تجاريا، وبعد ذلك بعام بدأ الدراسة في كلية الحقوق ببغداد حتى حصل على شهادة محام في عام 1925. عمل محاميا وبرز في قيادة الجالية اليهودية في بغداد. كما عمل عضوا في اللجنة التي صاغت «قانون الجالية اليهودية رقم 77 لعام 1931»، القانون الذي أعاد تشكيل وترسيخ مؤسسات الجالية اليهودية.
في عام 1921، كانت سلمان شينة من مؤسسي جمعيتين صهيونيتين تعملان بالتوازي هما «المنظمة الصهيونية للنهر الآرامي» و«الجمعية الأدبية اليهودية». أدارت الجمعية الأدبية اليهودية ناديًا ومكتبة عبرية ونشرت أيضًا المجلة الأدبية العبرية «يشورون» التي استمرت لفترة قصيرة. وعملت سلمان شينة أيضًا سكرتيرا ومحاسبا للجمعيتين وكانت يتواصل بانتظام مع مؤسسات المنظمة الصهيونية العالمية.
كان من أهم مساعى سلمان شينة تأسيس صحيفة «المصباح» الأسبوعية الأدبية باللغة العربية، وقد كانت صحيفة مهمة للكتاب والشعراء اليهود في العراق. وكانت الصحيفة صهيونية في توجهها وفي تقاريرها المتعاطفة العديدة حول بناء الجالية اليهودية في فلسطين ودعوتها لتعزيز دراسة اللغة العبرية بين اليهود العراقيين. وقد ذكر سلمان شينة إلى أن الغرض الأساسي من الصحيفة كان نشر الفكرة الصهيونية في حدود الرقابة العراقية. استمر صدور الصحيفة بين 15 نيسان 1924 وتموز 1929، في السنة الأولى التي حرّرها الشاعر أنور شاؤول ثم حررها سلمان شينة نفسه، وكتبت أيضًا العديد من المقالات. من الناحية الأدبية، نُشرت على صفحات الصحيفة بعض من القصص القصيرة الأولى والقصائد الرومانسية المنشورة في العراق، والتي تأثرت بالأدب الأوروبي والأسلوب الأدبي العربي «لأدباء المهجر» الذي تطور بين الكتاب العرب المهاجرين في الولايات المتحدة.
في ثلاثينيات القرن العشرين، استمر في لعب دور كبير في الجالية اليهودية في العراق واستغل عمله محاميا للدفاع عن اليهود في المحاكم ضد التحريض المتزايد من ألمانيا النازية والمنفيين العرب من فلسطين. في عام 1947، انتخب سلمان ممثلاً لليهود في بغداد في مجلس النواب العراقي في دورته الحادية عشر، ثم انتخب مرة ثانية سنة 1948 ليكون نائبا في الدورة الثانية عشر حتى عام 1951.
بعد أن غادر عدد كبير من اليهود العراقيين البلاد بالفعل في عملية عزرا ونحميا، استقال شينا من منصبه في مجلس النواب وهاجر إلى إسرائيل. افتتح مكتب محاماة في تل أبيب وكان نشطًا بين العراقيين في إسرائيل.
في عام 1955 نشر كتابه «من بابل إلى صهيون: ذكريات وآراء»، وهو سير ذاتية عن حياته في العراق وإسرائيل. خلال هذه الفترة بدأ في الاحتجاج على التمييز ضد اليهود العراقيين في إسرائيل. في عام 1955 خاض انتخابات الكنيست الثالثة في المركز الثاني في قائمة «لجان السفارديم والشرقية»، لكن حزبه لم يجتاز نسبة الحظر. واصل العمل محاميا وشخصية عامة حتى وفاته في رمات غان عام 1978.